# Чорнобаївка (Харківська область)
Чорноба́ївка — село в Україні, в Куньєвській сільській громаді Ізюмського району Харківської області. Населення становить 40 осіб.

## Географія
Село Чорнобаївка знаходиться на відстані 5,5 км від села Бугаївка. В селі є ставок. На південно-західній околиці села бере початок Балка Мокра Віднога.

## Економіка
- Молочно-товарна ферма.

## Населення
Згідно з переписом УРСР 1989 року чисельність наявного населення села становила 86 осіб, з яких 35 чоловіків та 51 жінка.
За переписом населення України 2001 року в селі мешкала 61 особа.

### Мова
Розподіл населення за рідною мовою за даними перепису 2001 року:
| Мова       | Кількість | Відсоток |
| ---------- | --------- | -------- |
| українська | 53        | 86.89%   |
| російська  | 8         | 13.11%   |
| Усього     | 61        | 100%     |

## Відомі уродженці
- Юрій Вухналь (Іван Дмитрович Ковтун, 1906—1937) — український письменник